# Nemoraea rutilioides
Nemoraea rutilioides är en tvåvingeart som först beskrevs av Townsend 1933.  Nemoraea rutilioides ingår i släktet Nemoraea och familjen parasitflugor. Inga underarter finns listade i Catalogue of Life.